# Rust in Peace
Rust in Peace — четвертий студійний альбом гурту Megadeth. Це перший альбом випущений Capitol Records і перший з гітаристом Марті Фрідменом і ударником Ніком Менца.
Rust In Peace отримав дуже сприятливі відгуки, які зробили Megadeth одним з головних гуртів на метал-сцені. Також це перший альбом гурту без крапок в назві.

## Назва
Назва є життєствердною і походить від гасла, яке Дейв Мастейн побачив на наліпці бампера чужого авто: "May all you nuclear weapons rust in peace" (хай вся ваша ядерна зброя заржавіє навіки).

## Обкладинка
На обкладинці зображені п'ятірка лідерів п'яти провідних світових держав (зліва направо) на 1990 рік:
- Прем'єр-міністр Великої Британії Джон Мейджор
- Прем'єр-міністр Японії Тосікі Кайфу
- Президент Німеччини Ріхард фон Вайцзеккер
- Президент СРСР Михайло Горбачов
- Президент США Джордж Буш (старший)

Обкладинка намальована давнім другом гурту художником-оформлювачем Едом Рєпка.

## Список композицій
Автор музики і слів Дейв Мастейн. 
| #     | Назва                             | Автор слів        | Автор музики            | Тривалість |
| ----- | --------------------------------- | ----------------- | ----------------------- | ---------- |
| 1.    | «Holy Wars... The Punishment Due» |                   |                         | 6:32       |
| 2.    | «Hangar 18»                       |                   |                         | 5:11       |
| 3.    | «Take No Prisoners»               |                   |                         | 3:27       |
| 4.    | «Five Magics»                     |                   |                         | 5:39       |
| 5.    | «Poison Was the Cure»             |                   |                         | 2:56       |
| 6.    | «Lucretia»                        |                   | Мастейн, Девід Еллефсон | 3:56       |
| 7.    | «Tornado of Souls»                | Мастейн, Еллефсон |                         | 5:19       |
| 8.    | «Dawn Patrol»                     |                   | Еллефсон                | 1:51       |
| 9.    | «Rust in Peace... Polaris»        |                   |                         | 5:35       |
| 40:44 |                                   |                   |                         |            |

| 2004 reissue bonus tracks | 2004 reissue bonus tracks                | 2004 reissue bonus tracks | 2004 reissue bonus tracks |
| #                         | Назва                                    | Автор музики              | Тривалість                |
| ------------------------- | ---------------------------------------- | ------------------------- | ------------------------- |
| 10.                       | «My Creation»                            | Мастейн, Менца            | 1:36                      |
| 11.                       | «Rust in Peace... Polaris» (демо)        |                           | 5:25                      |
| 12.                       | «Holy Wars... The Punishment Due» (демо) |                           | 6:16                      |
| 13.                       | «Take No Prisoners» (демо)               |                           | 3:23                      |

## Чарти
Альбом
| Чарт                  | Позиція |
| --------------------- | ------- |
| Billboard 200         | 23      |
| ARIA Charts           | 47      |
| Canadian Albums Chart | 70      |
| Japanese Albums Chart | 29      |
| Swedish Albums Chart  | 34      |
| Swiss Music Charts    | 29      |
| UK Albums Chart       | 8       |

Сингли
| Рік  | Сингл                           | Чарт                | Позиція |
| ---- | ------------------------------- | ------------------- | ------- |
| 1992 | «Hangar 18»                     | Irish Singles Chart | 25      |
| 1992 | «Hangar 18»                     | UK Singles Chart    | 26      |
| 1992 | «Holy Wars… The Punishment Due» | Irish Singles Chart | 12      |
| 1992 | «Holy Wars… The Punishment Due» | UK Singles Chart    | 24      |